# Поланьи, Карл
Карл Пол (Па́уль) Пола́ньи (англ. и нем. Karl Paul Polanyi; Ка́рой По́ланьи, венг. Polányi Károly; 25 октября 1886, Вена — 23 апреля 1964, Пикеринг, Онтарио) — венгерский экономист, экономический историк, социальный философ и общественный деятель, антрополог, социолог и политический философ, один из основоположников экономической антропологии. 
Дважды доктор (философии, 1908; права, 1912), проф. Колумбийского ун-та (1947–53). Магнум опус - «Великая трансформация».

## Биография
Родился в еврейской семье. Дед по материнской линии — Ассир Лазаревич Воль (1833 — после 1906) — был раввином, старшим преподавателем (и выпускником) Виленского раввинского училища, публицистом и цензором литературы на идише. Мать Поланьи — Сесилия Вол — родилась в Вильне. Её после окончания Виленской гимназии отец отправил в Вену, чтобы отдалить от российских социалистических деятелей и предотвратить её арест. Отец — Михай Поллачек — родился в местечке Длха на Орави (Словакия) в богатой еврейской семье выходцев из Унгвара, который тогда, как и Словакия, входил в состав Австро-Венгерской империи. Карл Поланьи родился, когда его родители жили в Вене, а в 1904 году их семья, переехавшая в Будапешт, изменила фамилию на венгерский манер — Полани (Поланьи), вместо Поллачек. Хотя отец Поланьи участвовал в сооружении значительной части железнодорожной системы Венгрии, в 1899 году он практически обанкротился. Младший брат учёного — Майкл Полани — известный химик и философ; племянник — Джон Чарлз Полани — лауреат Нобелевской премии по химии; племянница — Ева Цайзель — известный скульптор и дизайнер. Жена — революционерка Илона Дучинская.
Учился в Будапештском университете, получил степени доктора философии в 1908 году и права в 1912 году. Активно участвовал в левом молодёжном движении. Определённое влияние на братьев Майкла и Карла оказал революционер-народник С. Л. Клячко, с которым после отъезда из Вильнюса Сесилия Поланьи сохранила близкие отношения, они дружили семьями. Первый президент Галилейского кружка (1908). 
В это время встречался с Дьёрдем Лукачем, Карлом Мангеймом, Оскаром Яси, в скором будущем — видными мыслителями, философами и социологами. В 1910—1912 годах работал у своего дяди в юридической фирме, но разочаровался в призвании юриста и занялся журналистикой, сотрудничал в левобуржуазном издании «Свободная мысль» (Szabadgondolat), его редактор в 1918. В 1914 году был в числе основателей Венгерской радикальной партии и стал её секретарём.
Во время Первой мировой войны с 1915 по 1917 годах служил офицером кавалерии в австро-венгерской армии на русском фронте. Принял участие в буржуазно-демократической «революции астр», примыкал к Венгерской социал-демократической партии, поддерживал правительство Михая Каройи. В период Венгерской советской республики находился в Вене, где остался после установления в Венгрии правоавторитарного режима Миклоша Хорти. В 1924—1933 годах работал редактором Der Österreichische Volkswirt, где, находясь на христианско-социалистических позициях, выступал с критикой австрийской политэкономической школы.
Переворот Дольфуса в Австрии и установление в соседней Германии нацистской диктатуры заставило Поланьи эмигрировать в 1933 году в Англию. С 1937 года читал лекции в Лондонской ассоциации рабочего движения, несколько позже преподавал социально-экономическую историю на заочных отделениях Оксфордского и Лондонского университетов. С 1940 года находился в США. Преподавал в Колумбийском университете в 1947—1953 годах.
Из-за того, что жене Поланьи, которая участвовала в коммунистическом движении в Венгрии, был запрещен въезд в США, Поланьи жил в Канаде с 1950 года неподалёку от границы и ездил на работу в Соединённые Штаты. В октябре 1963 года, за год до смерти, Карл Поланьи нанёс визит в социалистическую Венгрию, где выступил в Венгерской академии наук с курсом лекций по экономической социологии. Последняя монография Поланьи, «Дагомея и работорговля» 1966 года, была опубликована посмертно.
Как отмечает проф. Юрий Латов в энц. Кругосвет: "Хотя Поланьи начал профессионально заниматься наукой в пожилом возрасте, написал не очень много работ, а в научном мире всегда считался аутсайдером, влияние его идей на развитие обществоведения оказалось очень сильным. Их популярность с течением времени не снижалась, а росла: в наши дни Поланьи признан классиком, особенно он известен среди сторонников левых идей и институционалистов".

## Вклад в науку
В своей книге «Экономика как институционально оформленный процесс» 1957 года выделяет три стадии отношений обмена:
- реципрокность, или взаимный обмен на натуральной основе;
- редистрибуцию как развитую систему перераспределения;
- товарообмен, лежащий в основе рыночной экономики.

В своей книге «Великая трансформация» 1944 года Поланьи утверждает, что саморегулирующий рынок не может функционировать без рыночных механизмов, которые не могут возникнуть из саморегулирующего рынка. Идея возникновения рыночных механизмов из природы человека утопична, так как разделение труда обусловлено различиями, заданными полом, географией и индивидуальными способностями. Склонность человека к торгу и обмену апокрифична. Внутренняя торговля возникла благодаря вмешательству государства. Принципы поведения институционализировались не с помощью экономики, а с помощью социальной организации:
| № | Принципы            | Взаимность (реципрокность)  | Перераспредление (редистрибуция) | Домашнее хозяйство                                          |
| - | ------------------- | --------------------------- | -------------------------------- | ----------------------------------------------------------- |
| 1 | Базовая модель      | Симметрия                   | Центричность                     | Автаркия                                                    |
| 2 | Сфера действия      | Семья                       | Общество                         | Замкнутая группа (семья, поселение или феодальное поместье) |
| 3 | Цель                | Воспроизводство семьи       | Воспроизводство общества         | Воспроизводство группы                                      |
| 4 | Связи               | Родственные                 | Территориальные                  | Родственные и территориальные                               |
| 5 | Регулятор процессов | Магия и традиционный этикет | Обычаи и закон                   | Глава хозяйства (в соответствии с традициями)               |
| 6 | Обмен               | Горизонтальный              | Вертикальный                     | Взаимный                                                    |

### Переводы на русский язык

#### Монографии
- Поланьи К. Избранные работы — М.: Территория будущего, 2013—200 с. — ISBN 978-5-906226-56-3
- Поланьи К. Великая трансформация: Политические и экономические истоки нашего времени. — СПб.:Алетейя, 2014. 312 с. — ISBN 978-5-91419-995-8 (англ. The Great Transformation: The Political and Economic Origins of Our Time, 1944);

#### Статьи
- Поланьи К. Саморегулирующийся рынок и фиктивные товары: труд, земля и деньги Архивная копия от 17 августа 2016 на Wayback Machine// THESIS. 1993. Вып. 2. Т. 1. С. 10-17 (англ. The Self-Regulating Market and the Fictitious Commodities: Labor, Land and Money//The Great Transformation, 1944)
- Поланьи К. О вере в экономический детерминизм//Неформальная экономика. Россия и мир/Под ред. Теодора Шанина. — М.: Логос, 1999. С. 505—513 (англ. Из: Polanyi K. On Belief in Economic Determinism, 1947)
- Поланьи К. Два значения термина «экономический»// Неформальная экономика. Россия и мир/Под ред. Теодора Шанина. — М.: Логос, 1999. С. 498—504 (англ. Из: Polanyi K. Livelihood of Man, 1977)
- Поланьи К. //Экономическая социология. 2001. Т.3. № 2 (англ. , 1957)
- Поланьи К. Семантика использования денег//Историко-экономический альманах. Выпуск 1, 2004 — М.: Академический проект, 2004. С. 415—448 — 464 с. — ISBN 5-8291-0354-0
- Поланьи К. Аристотель открывает экономику//Истоки. Экономика в контексте истории и культуры. Альманах, № 5, 2004 — М.: ГУ-ВШЭ, 2004. С. 9-51. — 584 c. — ISBN 5-7598-0071-X
- Поланьи К. Торговые порты в ранних обществах//Историко-экономические исследования. 2004. № 3. (Сокр. пер.: Polanyi K. Ports of Trade in Early Societies, 1963)